# Doloplazy (Prostějov)
Doloplazy é uma comuna checa localizada na região de Olomouc, distrito de Prostějov.